# 川渡り神幸祭

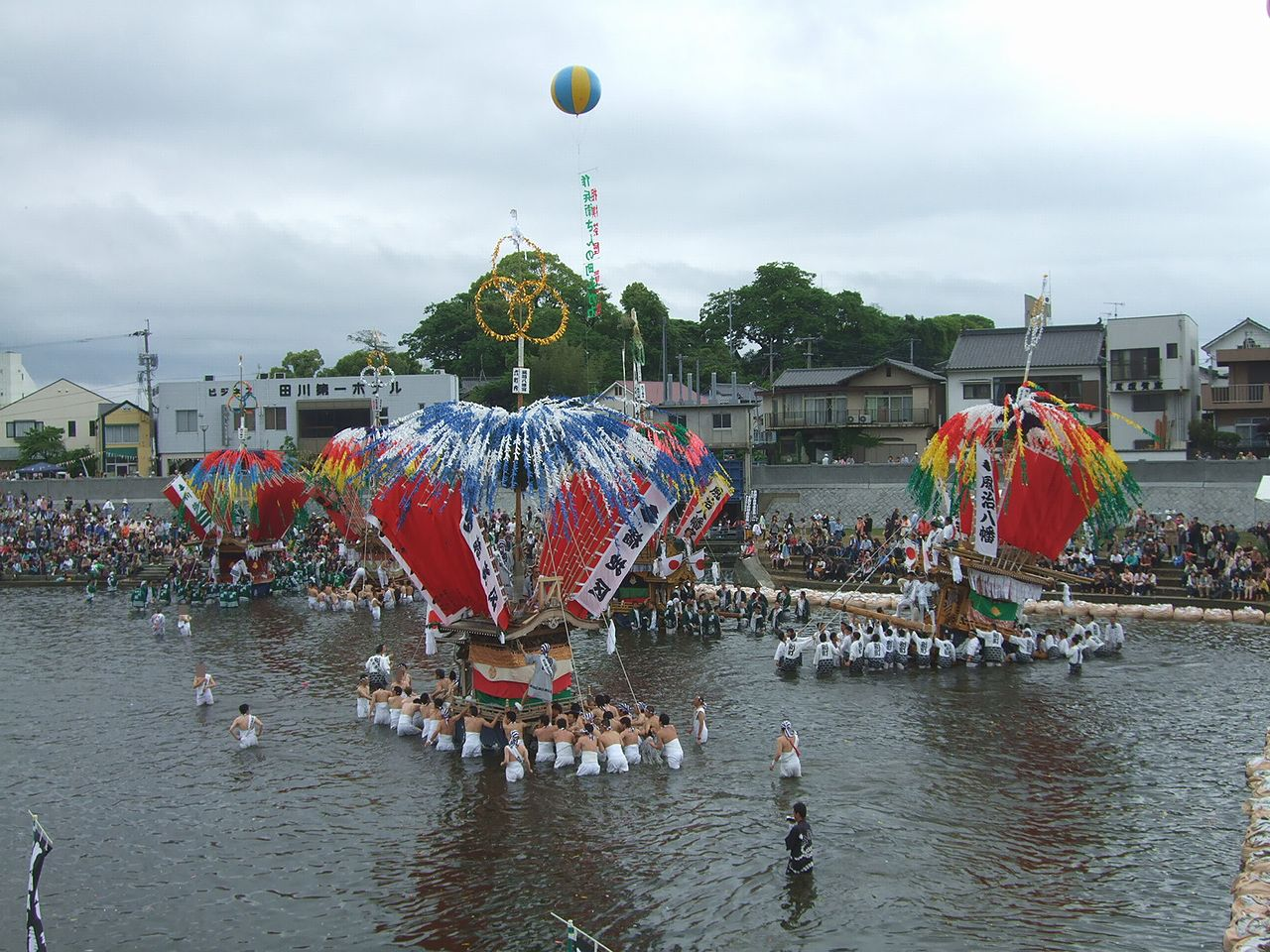
彦山川を渡り風治八幡宮に戻る山笠

川渡り神幸祭（かわわたりじんこうさい）という名称の祭りは、確認できているだけで福岡県内で2つある。ここでは、福岡県田川市にある風治八幡宮の川渡り神幸祭を説明する。この祭りは、福岡県の五大祭りの1つ。福岡県の筑豊地域では、最大規模の祭りである。風治八幡宮と、白鳥神社の2基の神輿と氏子の地区から11基の幟山笠が出駕し、幟山笠は神輿をお供する。1日目はお下りといい、彦山川を渡り対岸のお旅所で1泊する。2日目はお上りといい、1日目とは逆のコースで川を渡り、神輿と山笠が風治八幡宮に戻る。行橋今井祇園の影響を受けているため、川に入る点が、他の一般的な神幸祭と異なる。幟山笠には稲穂をイメージした五色の馬簾（ばれん）が付けられており五穀豊穣と無病息災を願っている。

## 歴史
永禄年間（1558年 - 1569年）、当時の伊田村に疫病が流行した際、村の氏神である風治八幡宮にその終息を祈願し、成就のお礼として幟山笠を奉納されたことが起源とされている。以来今日まで約450年続く祭礼である。
1970年（昭和45年）に、福岡県の無形民俗文化財第1号に指定された。

## 開催日
毎年5月第3土曜日とその翌日の日曜日に行われる。田川市の人口は約5万人であるが、この2日間では延べ20万人以上が県内外から押し寄せる。

## 開催場所
開催場所は、田川市伊田の魚町地区、番田地区、川端地区にまたがる彦山川周辺地域である。最大の見所である川渡りは、彦山川の新橋・番田橋間で行われる。
最寄り駅はJR・平成筑豊鉄道田川伊田駅。最寄りバス停は西鉄バス南大通りバス停。このほか臨時駐車場も用意される。

## 祭りの概要

### 土曜日
- 白鳥神社例大祭・神幸祭祭典
- 風治八幡宮例大祭・神幸祭祭典
- 各地区の山笠は、風治八幡宮下 - 伊田郵便局間に集合し、幟を立てる。
- 風治八幡宮境内にて、上伊田西地区獅子楽保存会による獅子舞奉納。
- 風治八幡宮神輿出御。2台の神輿合流。神輿と山笠は、JR田川伊田駅前、新橋前を経由して、彦山川を目指す。
- 彦山川の河川敷にて獅子舞奉納。
- 神輿・山笠が川渡り開始。彦山川左岸から右岸へ渡る。この川渡り自体が奉納であり、神事でもある。
- 彦山川右岸にある御旅所（武徳殿）にて、頓宮着輿祭・獅子舞奉納。終了。

### 日曜日
- 御旅所にて、頓宮還幸祭・獅子舞奉納。
- 川渡り神事。前日とは逆に御旅所を出て彦山川右岸から左岸へ渡る。山笠の順番も逆となる。
- 神輿が風治八幡宮に帰還。風治八幡宮本宮着輿祭・獅子舞奉納
- 神輿が白鳥神社に帰還。白鳥神社神幸祭祭典

## 鉦の音
鉦の音には、内鉦と外鉦がある。内鉦の方が、調子が良く綺麗に聞こえるが、内鉦は、もともと踊り山笠の音であったとも言われる。（これは一部の地区の鉦の話です。）山笠の担ぎ手は高校生以上の男子であるが、山笠内部で鉦を叩いているのは基本的に男子中学生である。しかし、近年は少子化の影響もあって、女子中学生が叩くこともある。毎年ゴールデンウィーク頃になると、鉦叩きの練習が始まる。この鉦の音が、周辺地域では風物詩ともなっている。
内鉦の原型は、豊前中津から伝わった豊前囃子であるが、田川地区へ伝来後に地区毎で工夫が加えられている。
豊前地方では片腕で撥を振るのに対して、川渡り神幸祭では両腕で撥を振る。

内鉦地区(豊前囃子系)
・番田区
・六町内橘区
・下魚町区
・栄町区
・三井伊田区(地区独自のお囃子も共用)

外鉦地区(川渡り神幸祭独自の幟山笠囃子)
・川端町区
・新町区
・大通り区

その他の外鉦地区
・下伊田区　川渡り神幸祭古来のお囃子。
・鉄砲町区　下伊田区同様。
・上伊田東区　地区独自。類似無し。

## 出駕地区
川渡り神幸祭には、風治八幡宮の御神輿、白鳥神社の御神輿にお供をする形で、全十一地区の氏子地区から山笠(ヤマ)が出駕される。
以下、山笠出駕地区。

・鉄砲町区
・新町区
・川端町区
・下魚町区
・六町内橘区
・番田区
・栄町区
・大通り区
・下伊田区
・三井伊田区
・上伊田東区
なお、上伊田西区は山笠の出駕は無く、獅子舞奉納での参加となる。
山笠の順番は、年毎にくじ引きで決まる。一番山笠は当番制。二番から八番はくじ引き。九番下伊田区、十番三井伊田区、十一番上伊田東区は地区が遠方が故固定されている。
過去には一日目のお下りの際、順番固定地区が当番地区で一番山笠を務めた時には、川を渡る前に新橋で待機し、二番山笠以降へ順番を譲ってから、固定順番へ割り込む形が取られたが、平成22年の上伊田東区が当番山を務めた時に廃止された。
二日目は、一日目の十一番山笠で殿を務めた上伊田東区の山笠から川へ入る。

## その他
- 両日昼頃、伊田商店街にて橘地区の踊り山笠が引き回り、子供達の舞踊を見ることができる。小さい子供は、こちらで一緒に写真を撮ってもらう事も多い。
- まつり両日には、御旅所の特設ステージにて「まつりIN田川」という川渡り神幸祭自体とは異なった催し物が開かれており、歌や炭坑節がステージ上にて行われる。土曜日の夜には、彦山川河川敷にて、花火や篝火太鼓といったショーも開催される。
- 日曜の夜には、番田地区が山笠に電飾を付け「提灯山笠」と称して練り歩く様子が見られる。